# Ен-Вест
Ен-Вест (нід. Een-West) — селище в нідерландській провінції Дренте. Входить до муніципалітету Норденвелд.
Його площа становить 4,85 км².

## Галерея

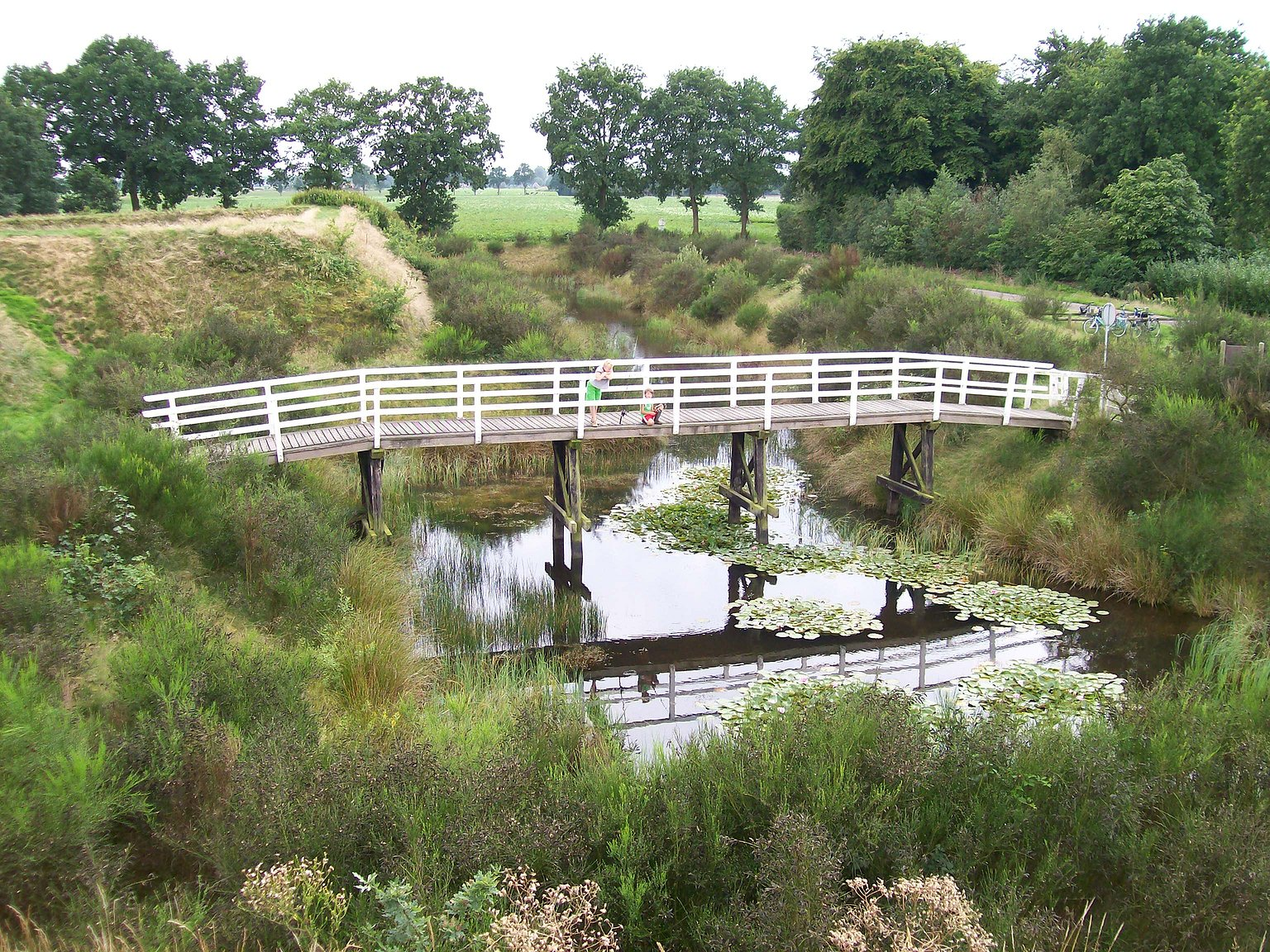
Місток у селищі